# Еймар Квінн
Еймар Анна Квінн (ірл. Eimear Ní Chuinn; 18 грудня 1972, Дублін, Ірландія) — ірландська співачка, авторка пісень та композиторка, спеціалізується на кельтській музиці. Переможниця у пісенному конкурсі Євробачення 1996 року з піснею «The Voice».

## Біографія
Народилась 18 грудня 1972 р. у Дубліні. У 4 роки почала співати у хорі. У 15 років розпочала офіційне навчання вокалу під опікою Джоді Бегган. Здобула ступінь з музики в Національному університеті Ірландії Мейнут. Під час навчання в Університеті зацікавилася в ранній музиці й була членкеною ансамблю «Zefiro».
У 1995 році приєдналася до хору Anúna. Записала два альбоми Omnis (1996) та Deep Dead Blue (1996) в якості солістки. Квінн також гастролювала на міжнародному рівні з хором, який брав участь у виступах в Іспанії, Франції та Великій Британії. Саме під час співу з цим колективом в соборі Св. Патріка в Дубліні на Різдво 1995 року автор пісень Брендан Грехем почув її і запропонував їй заспівати його композицію «The Voice», з якою вона виступила на ірландському конкурсі Eurosong. Пісня Квінн перемогла, після чого вона поїхала в Осло, де перемогла на пісенному конкурсі Євробачення 1996 року як учасниця від Ірландії. 
Квінн розпочала гастролі сольно, виступаючи в Австралії, Америці та Європі в таких місцях, як Королівський Альберт-гол, Державний театр Сіднея та Національний гол у Брюсселі. Вона також зробила багато телевізійних виступів та презентувала телевізійну та радіопрограму для RTÉ та TV3.
Квінн співпрацювала з низкою міжнародних композиторів у музичних і телевізійних проєктах. Вони включали виконання та співавторство партитури до бельгійського драматичного серіалу «Стіл Вотерс» зі Стівом Віллаертом.
У 2006 році Квінн випустила альбом «Gatherings», колекцію музики, яку вона записала за попереднє десятиліття. Це був її третій сольний диск, який пройшов за «Winter Fire and Snow» та «Through the Lens of a Tear» — альбомом, який вона спільно написала з Полом Бренаном з Clannad. Пізніше того ж року Квінн виконала пісню «The Voice», виступаючи на «Найкращому концерті Ірландії», урочистому святкуванні 25-ї річниці Національного концертного залу. Цей виступ транслювався на телебаченні RTÉ, а концерт вийшов на DVD. В 2006 р. Квінн оголошувала результати голосування ірландського національного відбору Євробачення.
У 2011 році запрошена виступити перед королевою Єлизаветою у рамках її державного візиту до Ірландії. У серпні 2012 року виступала на концерті The Gathering в O2 в Дубліні. Квінн провела спеціальний концерт із симфонічним оркестром у Національному концертному залі в Дубліні в жовтні 2012 року. Також виступала на інших державних заходах, таких як подія Королівського Альберт-голу в квітні 2014 року, щоб відсвяткувати державний візит президента Ірландії Майкла Гіґґінса до Великої Британії.

## Особисте життя
Еймар Квінн пошлюбила Ноелея Курана, продюсера радіо і телебачення, колишнього генерального директора RTÉ та нинішнього генерального директора EBU. Вони виховують двох доньок: Жоелін (жовтень 2009 року) і Марлену (квітень 2012).

## Дискографія

### Сингли
- 1996: «The Voice» (IRL No. 3,[2] UK No. 40[3])
- 1996: «Winter, Fire and Snow EP»
- 1997: «Ave Maria»

### Альбоми
- 2001: «Through the Lens of a Tear»
- 2006: «Gatherings»
- 2007: «Oh Holy Night»